# 柳隠
柳 隠（りゅう いん、生没年不詳）は、中国三国時代の蜀漢の武将。字は休然。蜀郡成都の人。『華陽国志』に事績が記載されている。

## 経歴
若いころから同郡出身の杜禎・柳伸とともに名を知られた。誠実正直な性格であり、正道に従うことを信条とし、友人との交際には常に手厚さを心がけていた。
姜維の北伐に従軍し、たびたび功績を立て、その武勇と計略は三軍の筆頭であるとされた。牙門将、巴郡太守、騎都尉を歴任した後、漢中黄金囲の督に昇進した。（水経注によると当時の黄金囲は南に漢水が流れ、峻険な山に拠り、鉄城と相対し、山上に一城、山下に一城がある。城はどちらも百余人程度で守備する規模だと記載。）
炎興元年（263年）、魏の鍾会・鄧艾が大軍を率いて蜀に侵攻した。陽安関の守将蔣舒が城を開いて降伏するなど戦況が悪化する中、別働隊の劉欽が黄金囲を攻撃した。柳隠は城を堅守し、劉欽はこれを落とすことができなかった。やがて魏軍は別の道から成都を攻撃し、蜀帝劉禅が降伏したため、ついに蜀漢は滅亡した。それでも柳隠は抵抗を続け、劉禅の書簡を受け取るまで城を守り抜いた。司馬昭はそれを聞き、彼が義士であると讃えたという。
咸熙元年（264年）、河東郡に移住し議郎に就き、翌年西河太守となったが、泰始4年（268年）に老齢を理由に辞職して故郷へ帰り、その後は出仕せずに家で死去した。享年は80歳であった。
長子の柳充は連道令となり、次子の柳初は秀才に挙げられた。